# Сторожевое 1-е

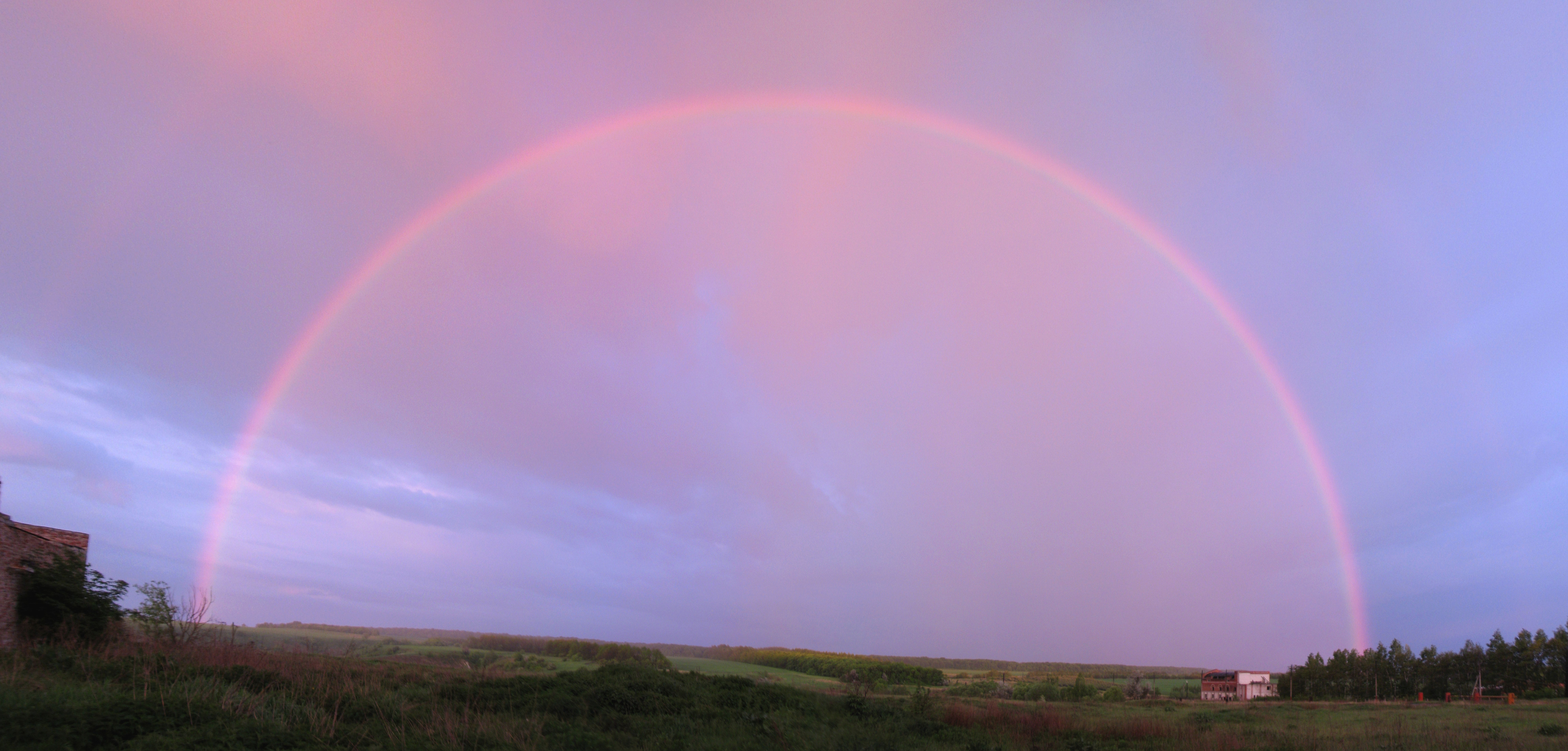
Радуга в Сторожевом

Сторожево́е 1-е — село в Острогожском районе Воронежской области. Административный центр сельского поселения Сторожевское 1-е. Населённый пункт воинской доблести.

## География
Село расположено на правом берегу Дона в 38 километрах к северу от Острогожска (52 км на юг от Воронежа).

## Население
| 1859 | 1897  | 2000 | 2005 | 2010 | 2012 | 2013 |
| ---- | ----- | ---- | ---- | ---- | ---- | ---- |
| 2768 | ↗2939 | ↘986 | ↘871 | ↘804 | ↘796 | ↘793 |
| 2014 | 2015  | 2016 | 2017 | 2018 |      |      |
| ↘784 | ↘769  | ↗782 | ↘776 | ↘772 |      |      |

## История
Для защиты границ Русского государства в 1647 году на Белгородской черте был построен город Коротояк. Для наблюдения за татарскими «перелазами», в 1648 году коротоякцы установили сторожевой пост на поляне правого высокого берега Дона в 26 верстах к северу от города где и несли службу. Это место впоследствии получило название — Сторожевая поляна. В 1653 году у сделанного здесь «стоялого острога» поселились служилые люди, основав село Сторожевое, одно из древнейших селений губернии. Здесь находилась крайняя на Дону «сторожа от безвестных приходов крымцев».
В 1787 году в Сторожевом была построена деревенская Богоявленская церковь.
28 июня 1862 года в селе Сторожевое Коротоякского уезда Воронежской епархии в семье приходского священника родился Патриарший местоблюститель Петр (Полянский).
По состоянию на 1900 год в селе имелись 2 общественных здания, земская школа, школа грамоты, 18 ветряных мельниц, 2 рушки, 2 кузницы, оптовый винный склад, трактир, винная, 5 торговых лавок.
Жителями села в 1924—1925 годах был основан посёлок Сторожевое 2-е (в настоящее время — Лискинский район). Летом 1925 году в селе работала этнографическая экспедиция Воронежского областного краеведческого музея под руководством А. М. Путинцева.
В 1930-е годы богоявленская церковь была уничтожена.
В августе 1942 года на высоком отвесном берегу у Сторожевого (35—40 м над руслом Дона) находился Сторожевский плацдарм, занимаемый войсками. Плацдарм был захвачен 5—17 августа 1942 года в результате наступательной операции, проведенной соединениями 6-й армии Воронежского фронта. Плацдарм удерживался до января 1943 года. 13 января 1943 года в ходе Острогожско-Россошанской наступательной операции с плацдарма началось наступление войск 40-й армии Воронежского фронта под командованием генерала К. С. Москаленко.
В 2022 году селу присвоено почётное звание Воронежской области «Населённый пункт воинской доблести».
В настоящее время Сторожевое часто посещают альпинисты, дельтапланеристы и парапланеристы.

Дон. Меловые горы. Вид на северный склон 1-го городища.